# Herb województwa świętokrzyskiego

Herb województwa świętokrzyskiego

Herb województwa świętokrzyskiego z lat 1999-2013

Herb województwa świętokrzyskiego – symbol województwa świętokrzyskiego. Herb stanowi tarcza czwórdzielna w krzyż. W polu pierwszym błękitnym krzyż patriarchalny złoty; w polu drugim czerwonym orzeł biały o dziobie i szponach złotych; w polu trzecim osiem czerwonych i srebrnych pasów ułożonych na przemian; w polu czwartym błękitnym osiem gwiazd sześcioramiennych złotych.
Herb został ustanowiony uchwałą sejmiku w dniu 28 grudnia 2012 r.
W latach 1999–2013 województwo używało herbu ustanowionego uchwałą sejmiku w dniu 11 października 1999 r.

## Symbolika
Herb nawiązuje do historycznej tradycji regionu oraz heraldyki z czasów I Rzeczypospolitej. Ma postać renesansowej tarczy (zaokrąglonej od podstawy) podzielonej w krzyż. W skład herbu wchodzi krzyż łysogórskich benedyktynów oraz herby województw sandomierskiego i krakowskiego z okresu Rzeczypospolitej Szlacheckiej.
W czasach I Rzeczypospolitej większa część obszaru obecnego województwa świętokrzyskiego wchodziła w skład ziemi sandomierskiej. Natomiast część terenów współczesnych powiatów jędrzejowskiego i kazimierskiego znajdowała się w ówczesnym województwie krakowskim. Granica między województwami przebiegała na linii rzek Nidzicy i Nidy.
W pierwszym polu tarczy znajduje się herb benedyktynów łysogórskich – podwójny złoty krzyż na błękitnym polu. Jego wyższe ramię jest krótsze od dolnego. Podwójny krzyż nosi nazwę arcybiskupiego lub patriarchalnego. Nazywany jest także karawaką. Symbol ten pochodzi z Bizancjum. Do Europy krzyże te trafiły w postaci relikwiarzy, z których większość powstała w XII w. za panowania cesarza Manuela I Komnena. Do Polski relikwiarz świętokrzyski trafił prawdopodobnie z Węgier, skąd przywiózł go król Stefan V w 1270 r. Na początku XIV w. relikwiarz został przekazany przez Władysława Łokietka opactwu na Łysej Górze.
W czerwonym drugim polu znajduje się biały orzeł, zwrócony w prawo – herb dawnej ziemi krakowskiej, ale również herb państwa polskiego i niektórych miast królewskich, w tym Sandomierza.
W polu trzecim i czwartym umieszczony jest herb dawnego województwa sandomierskiego, który oryginalnie przedstawiony był jako tarcza dwudzielna w słup. Obecnie w odpowiadającym jej trzecim polu (oryginalnie: prawym polu) znajduje się osiem czerwono-srebrnych pasów, a w błękitnym polu czwartym osiem złotych sześcioramiennych gwiazd w trzech rzędach. Herb ziemi sandomierskiej powstał prawdopodobnie w latach 1355-1370 i był wzorowany na herbie węgierskiej dynastii Andegawenów. W 1355 r. król Kazimierz Wielki podpisał w obecności m.in. dostojników ziemi sandomierskiej układ w sprawie sukcesji tronu w Polsce.
Liczba gwiazd w herbie była prawdopodobnie odbiciem liczby powiatów. Z opisu chorągwi z bitwy grunwaldzkiej Jana Długosza wynika, że początkowo gwiazd było siedem – tyle ile wówczas powiatów. Dziewięć gwiazd w późniejszym okresie (w tym w pierwotnej wersji herbu ustanowionego za Trzeciej Rzeczypospolitej, obowiązującej w latach 1999 - 2013) mogło symbolizować dziewięć powiatów sądowych, na które w czasach Pierwszej Rzeczypospolitej dzieliła się ziemia sandomierska: sandomierski, chęciński, opatowski, pilzneński, radomski, stężycki, szydłowsko-stopnicki, tarnowski i wiślicki.